# Omar Portee
Omar Portee, aussi connu sous le surnom d'O.G. Mack, est né à New York aux États-Unis et a été impliqué dans la création de groupes criminels Bloods à travers les différentes villes de New York.

## Biographie
Il a également été reconnu comme "blanc" parce qu'il n'a jamais été sanctionné par les Bloods originaux de la Côte Ouest. Portee et son ami détenu Leonard McKenzie (Deadeye) ont établi le United Blood Nation (UBN) alors qu'ils étaient tous deux incarcérés en prison en 1993.
Différents groupes du UBN ont été créés dans différentes régions de la ville, comme par exemple, le 18Trey dans le Bronx, le 9Trey à Harlem, Le Blood Stone Villain à Brooklyn, le Valentine Blood, le Sex Money Murder et les Gangster Killer Bloods, tous les trois aussi du Bronx.
Omar Portee fut condamné sous dix différents chefs d'accusation incluant racket, meurtre, conspiration, fraude par carte de crédit et vente de drogues, le 28 avril 2002. Il a reçu une sentence de 50 ans.